# Islam in Japan

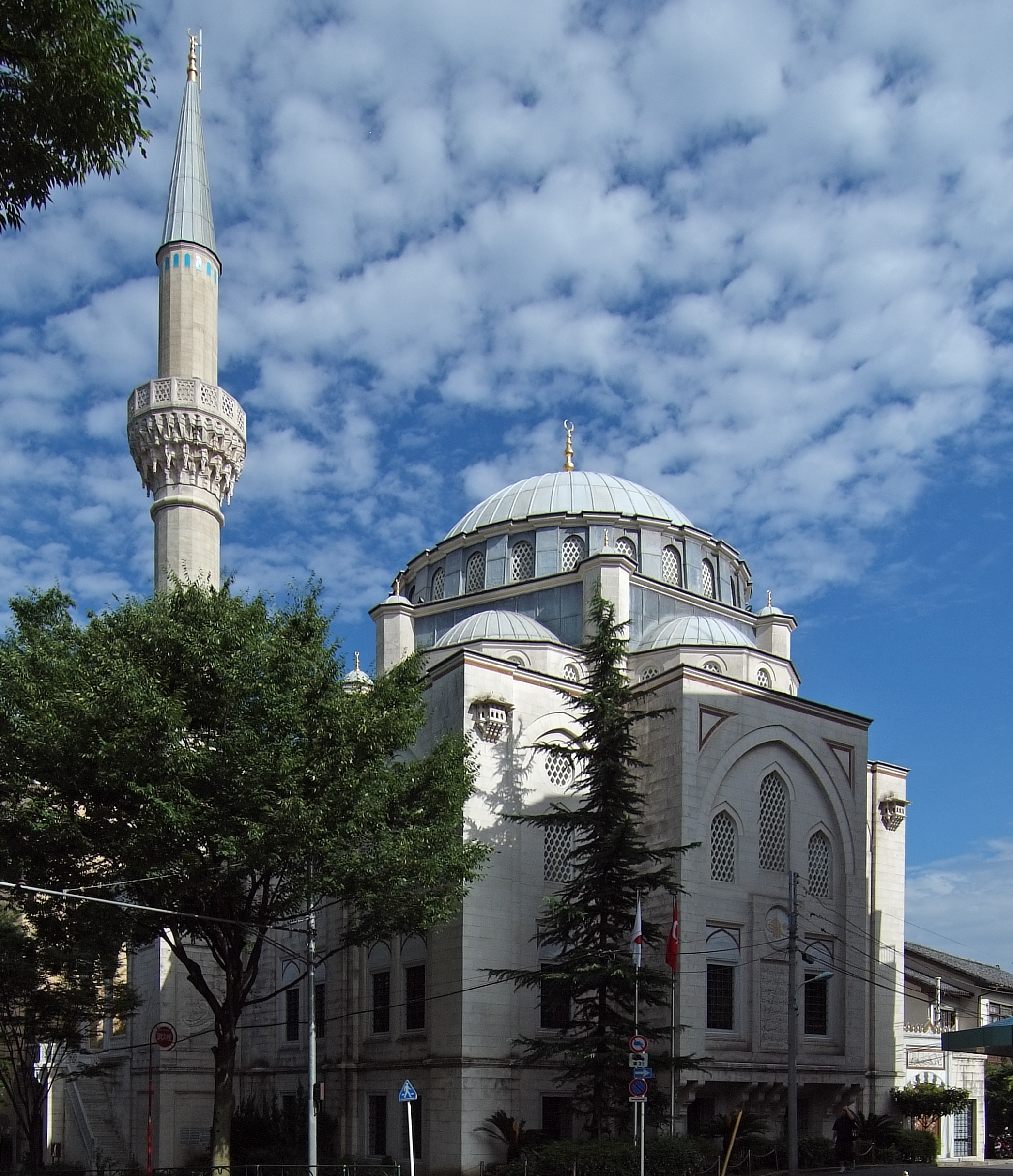
De Tokyo Camii-moskee

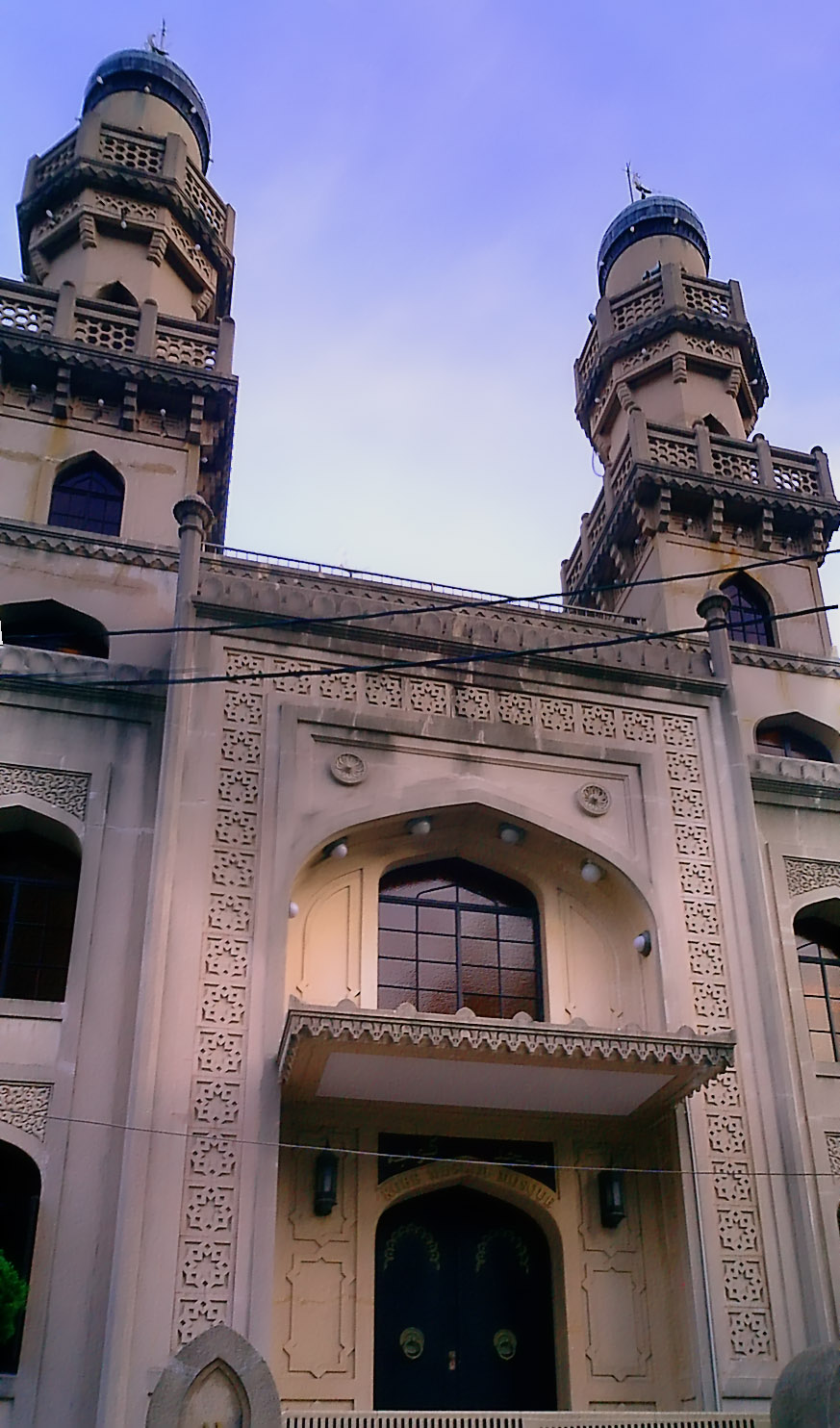
De moskee van Kobe

De islam is in Japan geen grote godsdienst; Japan heeft van alle landen ter wereld een van de laagste aantallen moslims. Tot en met de Meiji-restauratie was islam in Japan zelfs vrijwel onbekend. Tegenwoordig wonen er in Japan ca. 185.000 tot 200.000 moslims, nog geen 0,2% van de totale Japanse bevolking van 127 miljoen. 90% hiervan is werkzaam bij buitenlandse bedrijven. Het merendeel van hen zijn immigranten en een minderheid autochtonen die bekeerd zijn tot de islam.

## Geschiedenis
De eerste moslim die contact had met Japan was de Perzische auteur Ibn Khordadbeh in de 9e eeuw. Hij beschreef Japan twee keer als de "landen van Waqwaq": Ten oosten van China liggen de landen van Waqwaq, die zo rijk aan goud zijn dat de bewoners hondenkettingen en de kragen van hun apen van dit metaal maken. Zij produceren tunieken geweven met goud. Uitstekend ebbenhout wordt er gevonden. En: goud en ebbenhout worden geëxporteerd uit Waqwaq..
De eerste Japanner die meedeed aan de hadj was Kotaro Yamaoka. Hij reisde samen met de Tataar Abdurresid Ibrahim nadat hij zich in Bombay in 1909 bekeerde tot de islam. Later veranderde Yamaoka zijn naam in "Omar Yamaoka".
In de jaren 1870 werd het leven van Mohammed vertaald in het Japans.
In 1935 werd de Kobe moskee de eerste moskee van Japan. Hoewel de Tokyo Camii moskee al in 1908 werd gebouwd, duurde het tot 1938 toen die werd geopend.